# Musaranya nana del Gabon
La musaranya nana del Gabon (Suncus remyi) és una espècie de mamífer de la família de les musaranyes (Soricidae). Viu a Camerun, República Centreafricana, República del Congo i Gabon. El seu hàbitat natural són els boscos de plana humits tropicals o subtropicals. Es troba amenaçada per la pèrdua d'hàbitat.